# Schatterau (Wismar)

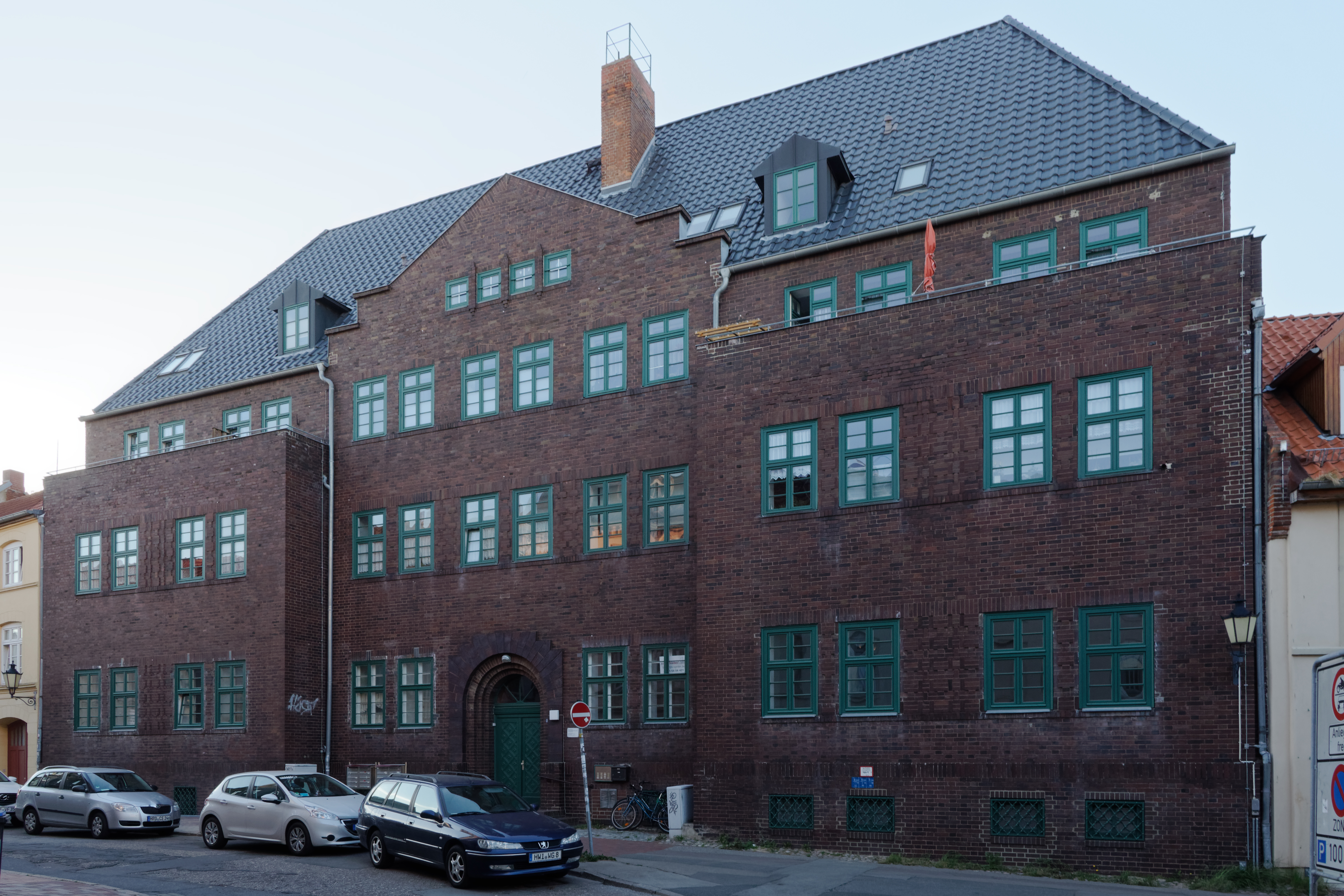
Nr. 25a: Fernmeldeamt

Die historische Straße Schatterau liegt in Wismar in der Altstadt, die mit dem Alten Hafen unter dem besonderen Schutz der UNESCO steht, nachdem Wismar 2002 in die Welterbeliste aufgenommen wurde.
Sie führt in Ost- und dann Südrichtung von der Mecklenburger Straße / Großschmiedestraße zur Straße Bei der Klosterkirche und dem Turnerweg.

## Nebenstraßen

Wismar zur Zeit der Hanse

Die Nebenstraßen und Anschlussstraßen wurden benannt als Mecklenburger Straße nach der nicht erhaltenen Burg Mecklenburg und dem benachbarten Dorf Mecklenburg, Großschmiedestraße nach dem Beruf Groß- oder Grobschmied, Bergstraße ab 1899 nach der leichten Steigung der neuen Straße, Turmstraße seit 1894 nach einem früheren Wachturm vom 14. Jh., der 1942 beschädigt und 1960 abgerissen wurde, Bei der Klosterkirche seit dem 18. Jh. nach dem Dominikaner- oder Schwarzen Kloster und Turnerweg nach einem früheren Turnerplatz.

## Geschichte

### Name
Die Straße wurde 1319 erwähnt und wahrscheinlich nach dem niederdeutschen Wort scatrouwe benannt, was im Mittelalter Lanzen- bzw. Waffenruhe bedeutete. Während auf dem Marktplatz Turniere stattfanden, war hier der Ruhebereich der Turnierteilnehmer.

### Entwicklung
Wismar wurde im Mittelalter ein wichtiges Mitglied der Hanse.
Die mittelalterliche Straße führt fast vom Markt kommend im Viertelkreis nach Süden.  Im März 1909 erfolgte der Abbruch der Reste der Stadtmauer am Abzweig Turmstraße / Schatterau. An der Einmündung zur Turmstraße entstand 1960 nach Abriss eines Wachturmes ein kleiner Platz.

## Gebäude, Anlagen (Auswahl)
An der Straße stehen zumeist zwei- bis dreigeschossige Häuser. Die mit (D) gekennzeichneten Häuser stehen unter Denkmalschutz. Aufstellung von Süden nach Nordosten:
- Mecklenburger Straße Nr. 2, Ecke Schatterau: 2-gesch. Wohn- und Geschäftshaus von um 1700 (D), Umbau im 19. Jh. mit neogotischem 5-gesch. Treppengiebel mit markanten vertikalen Pfeilervorlagen; in den 1950er Jahren Entfernung aller Schmuckelemente, 1996/97 aufwendig saniert mit englischroter Farbgebung gemäß Befund[3]
- Großschmiedestraße Nr. 1, Ecke Schatterau: 3-gesch. barockes Wohn- und Geschäftshaus (D), englischroter Giebel mit Voluten; saniert, heute mit Restaurant
  - Die beiden vorgenannten Häuser werden durch einen sogenannten Schwibbogen als konstruktiv erforderliches Strebewerk verbunden.
- Nr. 3 und 5: Seniorenwohnhaus; 2007 Abriss eines Hofgebäudes für einen Innenhofgarten für Seniorenwohnungen[4]
- Nr. 7: 3-gesch. Wohnhaus
- Nr. 17: 2-gesch. Wohn- und Bürohaus mit Architekturbüro
- Nr. 25a: 3-gesch. verklinkertes Fernmeldeamt von 1920/1930 (D) im Stil der Neuen Sachlichkeit mit Walmdach, rundbogigem Portal und den seitlichen, 2-gesch. vorgezogenen Ecken nach Plänen von A. Eulert
- Nr. 27: 3-gesch. saniertes Wohnhaus mit Allgemeiner Sozialberatung der Diakonie
- Nr. 34: Wohnhaus nach dem Abbruch der dortigen Stadtmauer im März 1909
- Bei der Klosterkirche Nr. 8: Gotisches Schwarzes Kloster von 1293 und 3-gesch. Gesamtschule Johann Wolfgang von Goethe von 1878–1890 (D)
- Turnerweg Nr. 2: 2-gesch. Wohn- und Geschäftshaus mit Giebel zur Schatterau, heute mit Praxis
- Turnerweg Nr. 4: 2- und 3-gesch. Hanse Sekt-Kellerei